# Hyporhamphus ihi
Il Hyporhamphus ihi (Phillipps, 1932) è una specie di pesce facente parte della famiglia degli Hemiramphidae che vive in Nuova Zelanda, in acque costiere poco profonde.